# Jimmy Robertson
Jimmy Robertson (Bexhill-on-Sea, 3 de mayo de 1986) es un jugador de snooker inglés.

## Biografía
Nació en la localidad inglesa de Bexhill-on-Sea en 1986. Es jugador profesional de snooker desde 2002. Se ha proclamado campeón de un único torneo de ranking, el Masters de Europa de 2018. También se impuso en el English Amateur Championship de 2009. No ha logrado, hasta la fecha, hilar ninguna tacada máxima, y la más alta de su carrera está en 143.